# Coelioxys riojana
Coelioxys riojana är en biart som beskrevs av Holmberg 1916. Coelioxys riojana ingår i släktet kägelbin, och familjen buksamlarbin. Inga underarter finns listade i Catalogue of Life.